# Jarra eléctrica

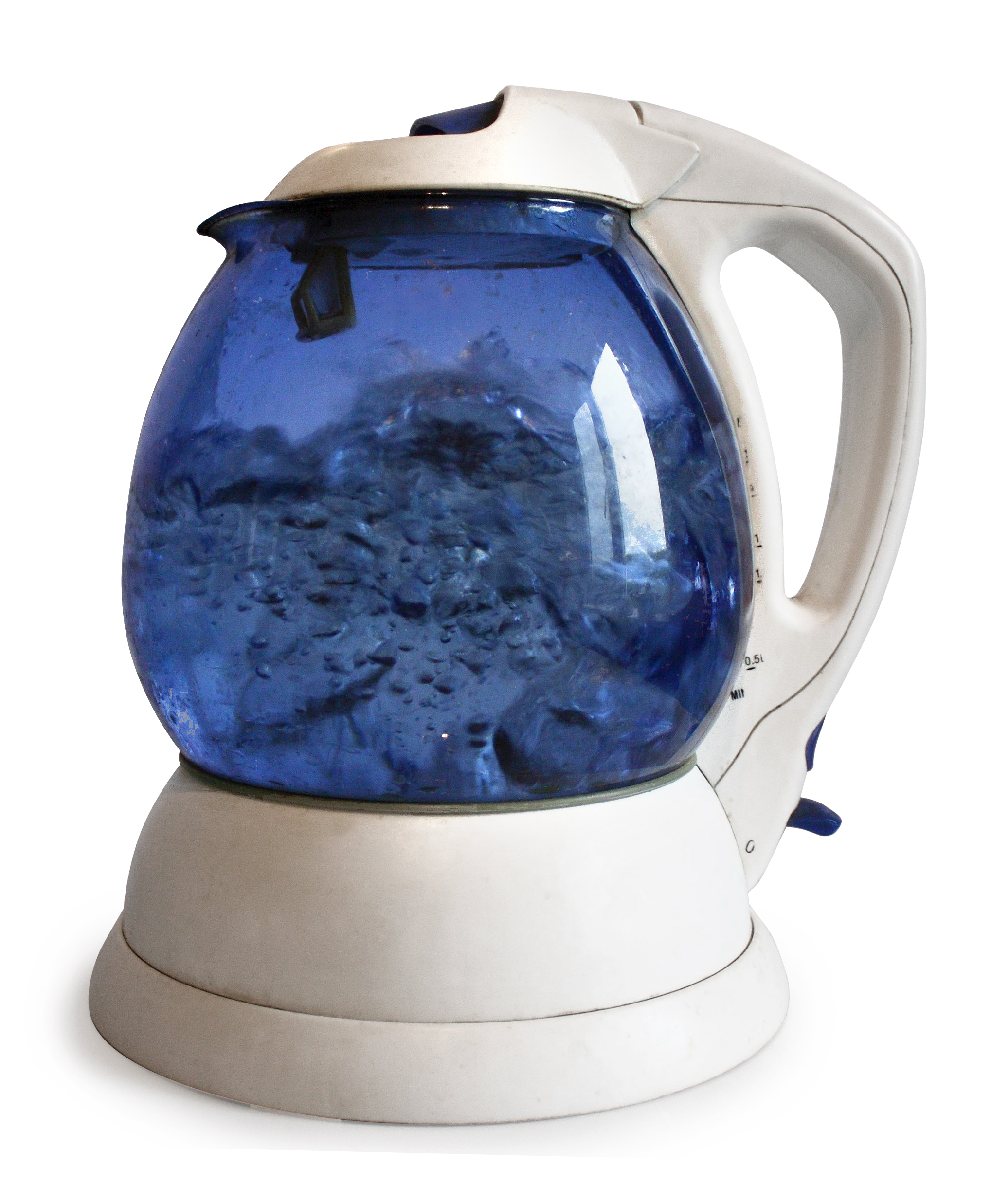
Una jarra eléctrica o hervidor.

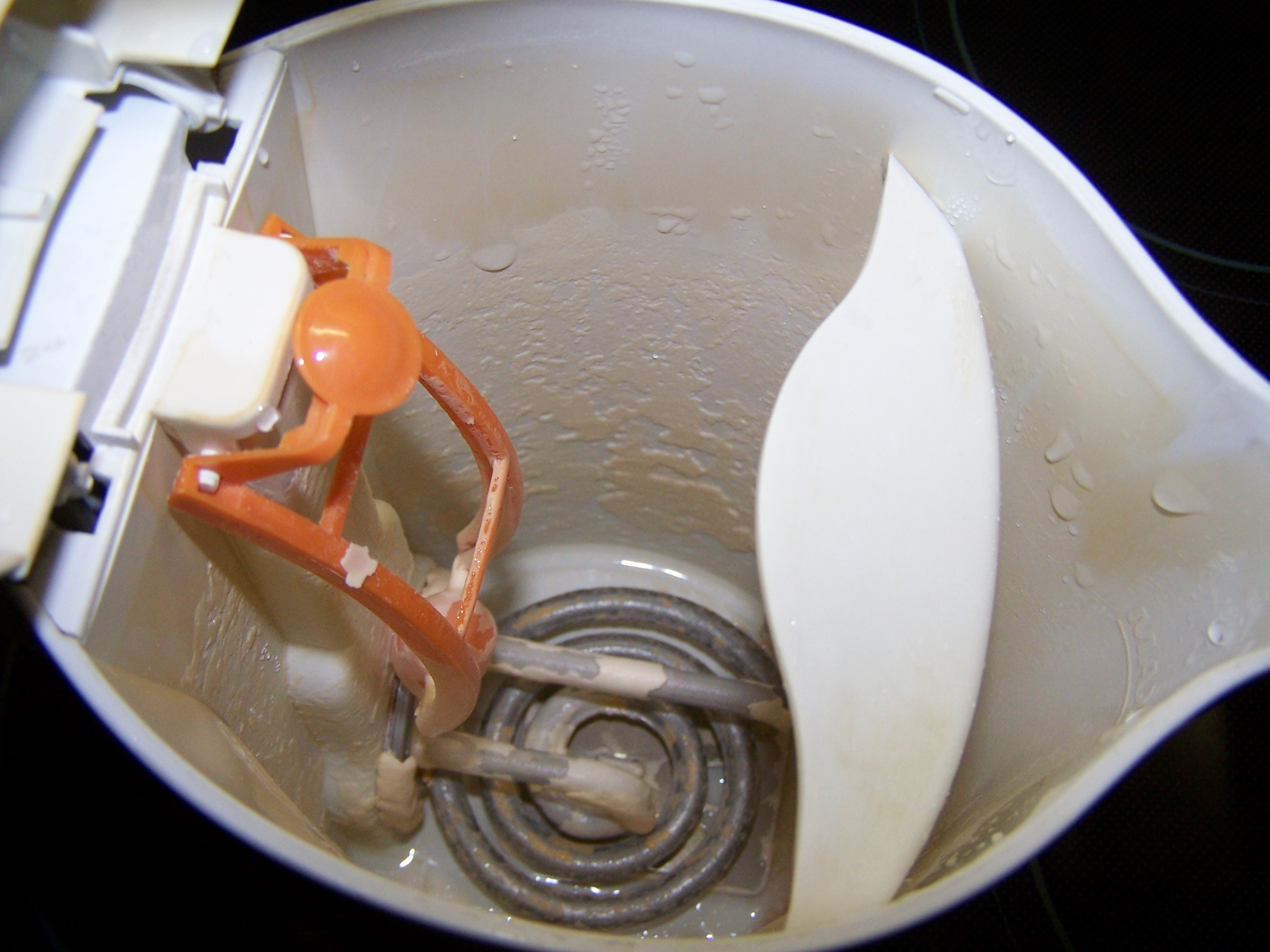
Vista interior de la jarra o hervidor .y la resistencia que calienta el agua en su fondo.

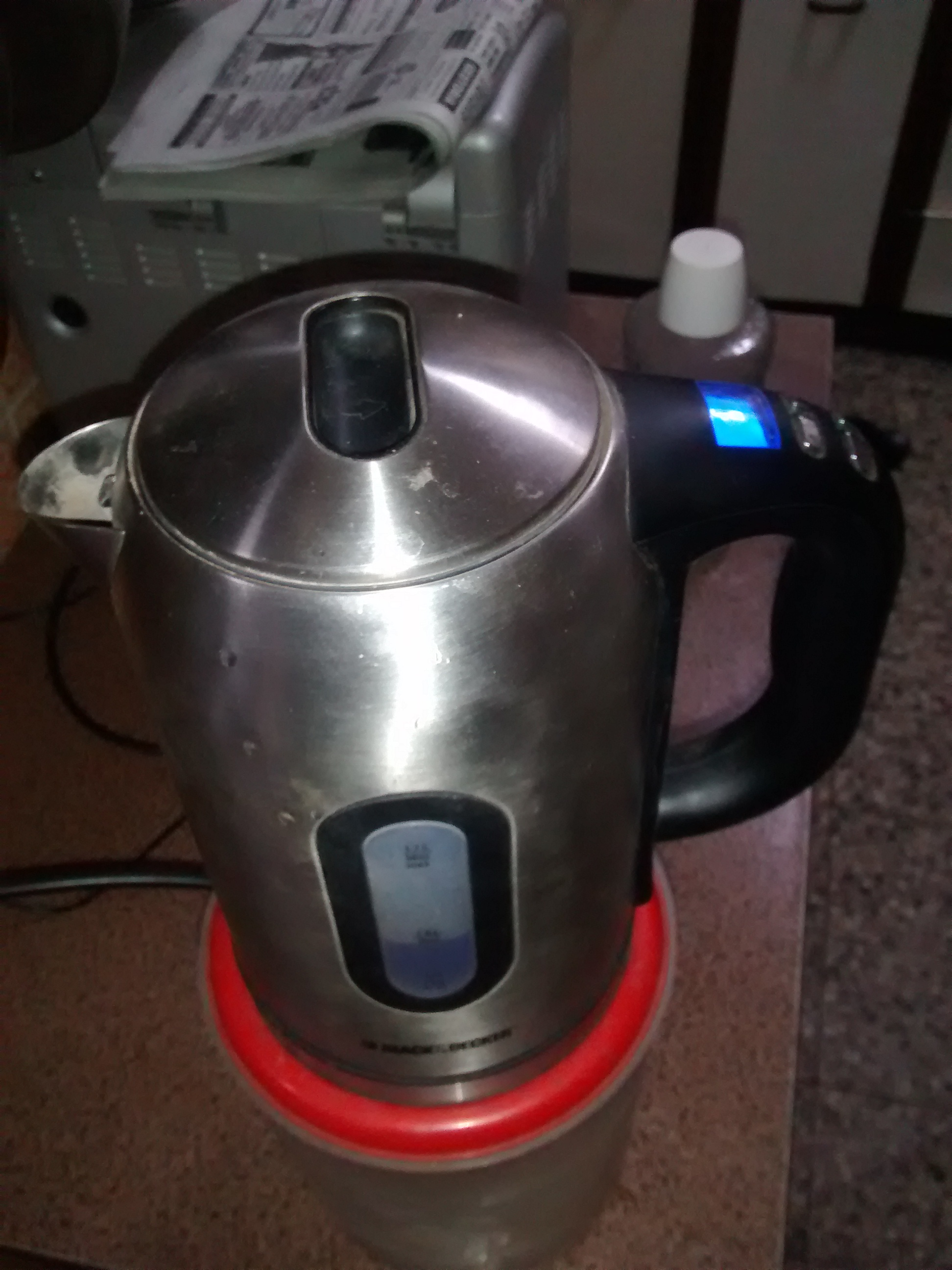
Jarra con selector de temperatura digital.

Una jarra eléctrica, pava eléctrica, tetera eléctrica o hervidor eléctrico es un pequeño electrodoméstico utilizado para hervir líquidos, normalmente agua para preparar té, café, o mate (infusión). Su construcción suele ser la de un recipiente de acero o plástico con un asa a modo de jarra, que contiene una resistencia eléctrica en su interior. Cuando el agua alcanza su punto de ebullición, la jarra se apaga automáticamente evitando así el derrame. Se distingue de las teteras tradicionales, ya que este hierve el agua mediante la corriente eléctrica del hogar y no mediante una cocina de gas.
En la década de 1890, la empresa estadounidense Carpenter Electric Co y la británica Crompton & Co. lanzarón sus primeros hervidores eléctricos primitivos. Ambos hervidores tenían un elemento calefactor alojado en un compartimento separado y ambos tardaban más de 10 minutos en hervir.
En 1955, la empresa británica Russell Hobbs puso a la venta el primer hervidor eléctrico automático, el Russell Hobbs K1. Desde entonces, el diseño ha sido ampliamente adoptado por otros fabricantes del mundo.
En los años 1980 y 1990 se popularizó el uso de hervidores sin cable que se conectaban a una base conectada a la red eléctrica, facilitando el desplazamiento del hervidor a la mesa. Con el tiempo la resistencia se integró en la estructura para facilitar la limpieza de los depósitos de cal en el aparato.
En Argentina se venden estas jarras con corte automático para tomar mate a una temperatura adecuada por lo que mucha gente las elige ante las tradicionales pavas que tardan el doble o más en calentar el agua. La primera empresa en comercializar estas jarras con corte de temperatura para mate fue Phillips Argentina la cual no solo tuvo éxito en Argentina sino también en Polonia, Uruguay, Chile y Turquía.